# Коломбо (кондитерская)
Кондитерская «Коломбо» (порт. Confeitaria Colombo) — кофейня в центре Рио-де-Жанейро (Бразилия), одна из главных достопримечательностей Центрального района города. Сайт City Guides включил кондитерскую «Коломбо» в число 10 самых красивых кафе мира.

## История

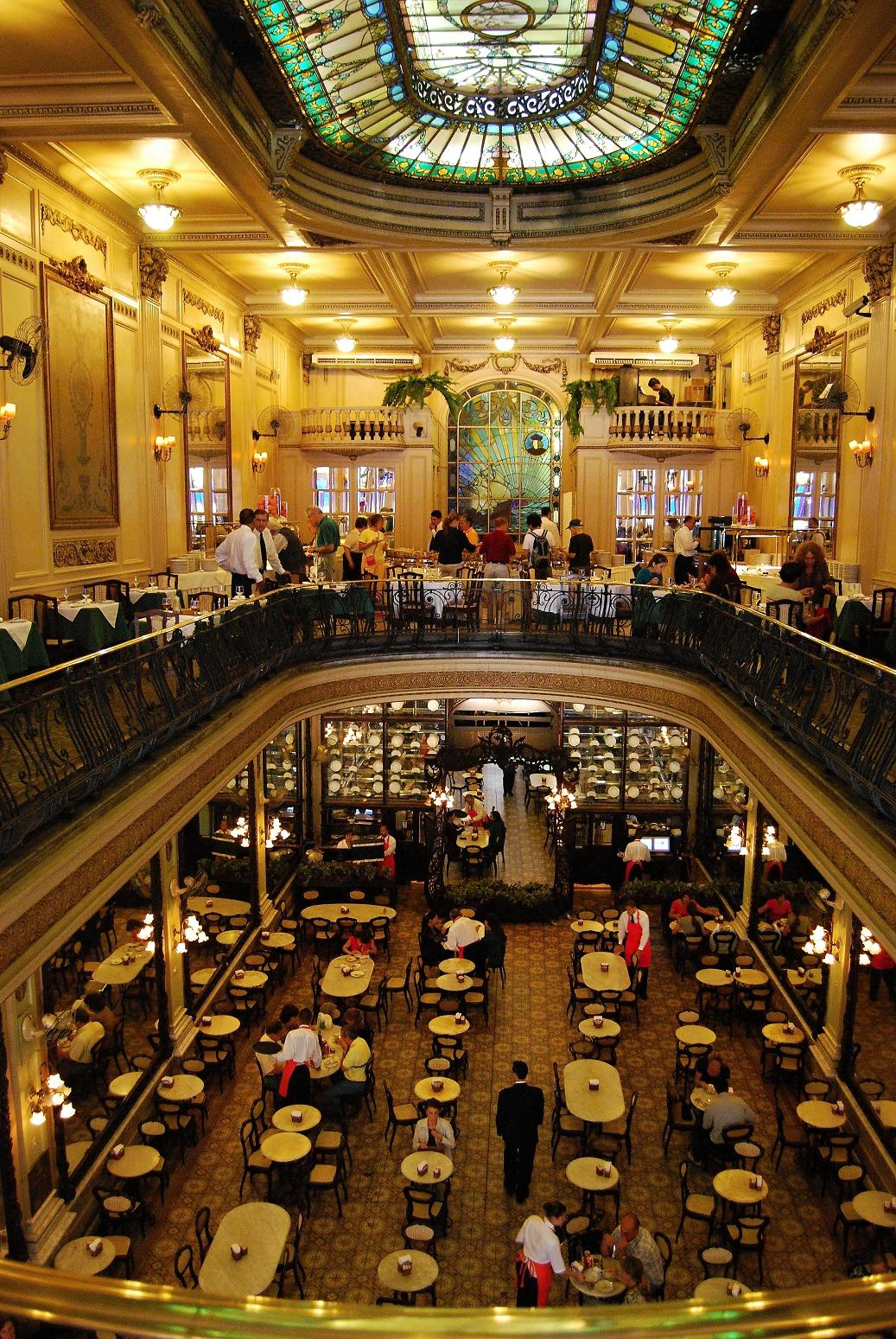
Интерьер кондитерской «Коломбо»

Кондитерская «Коломбо» была основана в 1894 году португальскими иммигрантами Жуакином Боржешом де Мейрелешем и Мануэлом Жозе Лебраном. Благодаря своей архитектуре, схожей с обликом европейских кафе, она стала одним из символов прекрасной эпохи в истории Рио-де-Жанейро. В 1912—1918 годах её внутренние залы были отреставрированы в стиле модерн. Из бельгийского Антверпена были привезены большие хрустальные зеркала, а в обрамлении фризов использовалось розовое дерево. Деревянная мебель была изготовлена мастером Антонио Борсоем.
В 1922 году площадь кондитерской была значительно увеличена за счёт возведения второго этажа с чайной. Проём в потолке первого этажа позволяет видеть окно в крыше, украшенное витражами. В настоящее время на втором этаже работает ресторан Cristóvão.

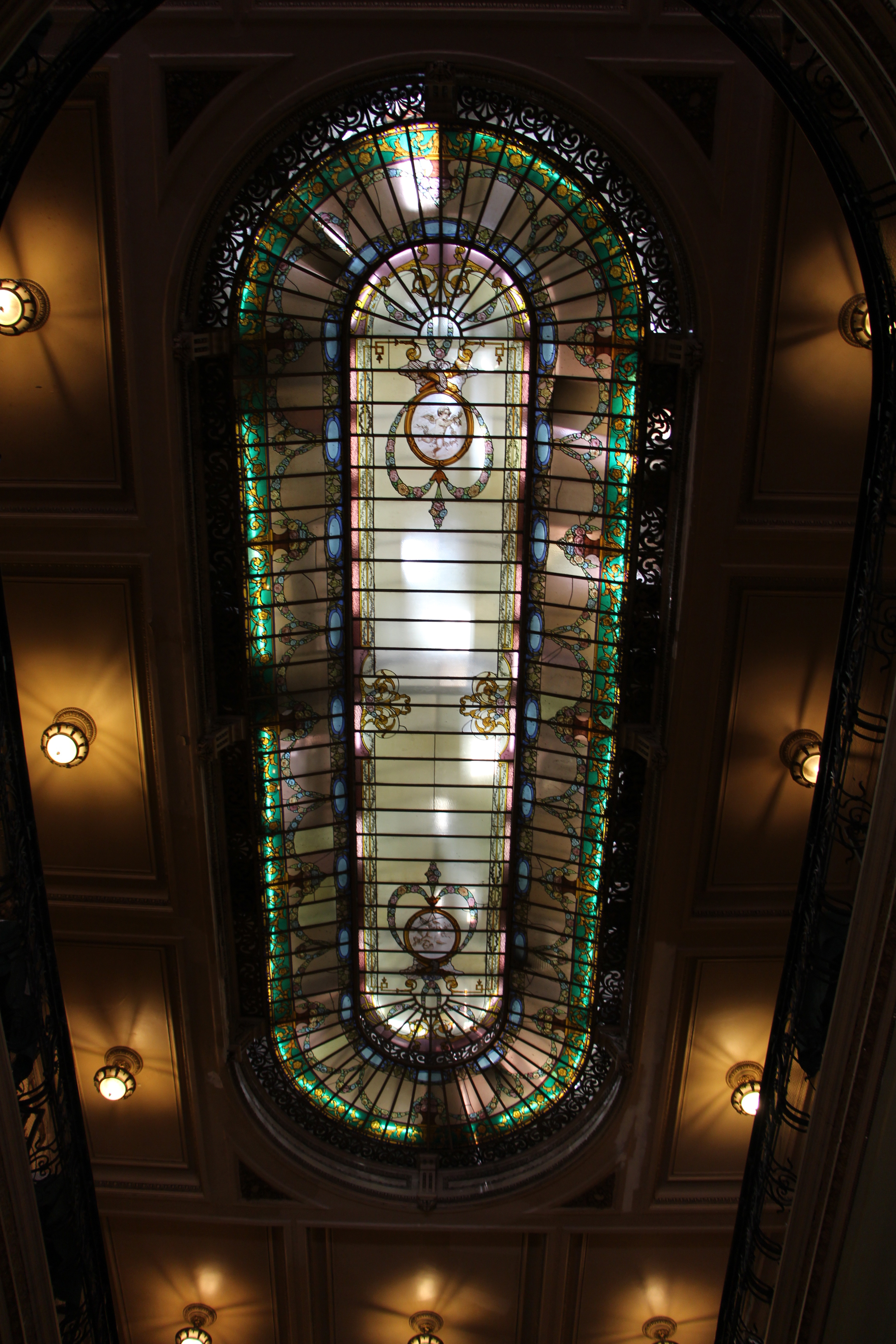
Витражный потолок кондитерской «Коломбо» на втором этаже

Через несколько лет после своего открытия кондитерская стала популярным местом среди бразильских писателей, художников и интеллектуалов того времени, таких как Шикинья Гонзага, Олаву Билак, Эмилиу де Менесес (порт.), Руй Барбоза, Эйтор Вила-Лобос, Афонсо Лима Баррето и Жозе ду Патросиниу. Благодаря этому, она получила прозвище «филиала Бразильской академии литературы».
Кофейню также посещали главы государств, такие как Жетулиу Варгас, Жуселину Кубичек, бельгийский король Альберт I и британская королева Елизавета II.

### Филиалы
В 1944 году в Копакабане, на углу Авениды Носа-Сеньора-де-Копакабана и улицы Баран-де-Ипанема, открылась вторая кондитерская «Коломбо». Она работал до 2003 года, когда переехала в форт Копакабана. В 1990-х годах в торговом центре Barra Shopping (порт.) работал ещё один филиал кондитерской.